# IT-Systemelektroniker
IT-Systemelektroniker (kurz für: Informations- und Telekommunikationssystemelektroniker) ist ein staatlich anerkannter Ausbildungsberuf.

## Deutschland
Der Beruf wurde durch die IT-System-Elektroniker-Ausbildungsverordnung vom 28. Februar 2020 (BGBl. I S. 268) neu geregelt. Ursprünglich wurde das Berufsbild 1997 eingeführt. Die Ausbildung dauert drei Jahre und erfolgt meist dual (im Betrieb sowie in der Berufsschule). Es ist jedoch auch eine rein schulische Ausbildung möglich. Ausbildende Betriebe gehören in der Regel zu den Bereichen Industrie oder Handel. IT-Systemelektroniker sind im Sinne der Unfallverhütungsvorschriften Elektrofachkräfte. Hierzu wird im Rahmen der Ausbildung ein mehrwöchiger Lehrgang durchgeführt. Dies kann sowohl betriebsintern wie auch extern geschehen. Insbesondere werden dort die Gefahren des elektrischen Stroms nach DIN VDE 0100 behandelt.
IT-Systemelektroniker planen und installieren Systeme der Informations- und Telekommunikationstechnik, einschließlich der entsprechenden Geräte, Komponenten und Netzwerke. Sie installieren die Stromversorgung und die Software und nehmen die Systeme in Betrieb. Sie realisieren kundenspezifische Lösungen durch Modifikationen von Hard- und Software. Sie analysieren Fehler und beseitigen Störungen.
IT-Systemelektroniker arbeiten damit häufig im Außendienst an wechselnden Arbeitsplätzen direkt beim Kunden. Sie arbeiten im Handel sowie auch an elektronischen Geräten (oft Computer oder Telekommunikationstechnik) und beseitigen die Fehler und Störungen des Systems. Weiterhin sind IT-Systemelektroniker für Einweisungen und Schulungen zuständig.
Im Gegensatz zu dem Berufsbild des Fachinformatikers und den weiteren IT-Berufen sind IT-Systemelektroniker befugt, Arbeiten an elektrotechnischen Anlagen durchzuführen.
In diesem IT-Beruf werden auch wirtschaftliche Themen behandelt: „Der Betrieb und sein Umfeld“, „Geschäftsprozesse und betriebliche Organisation“ und „Markt und Kundenbeziehungen“. Es handelt sich hierbei um so genannte Lernfelder in der jeweiligen Berufsschule.

## Österreich
In Österreich existiert ebenfalls die Ausbildung zum IT-Systemelektroniker. Die Ausbildung und der Abschluss variieren von Bildungsanbieter zu Bildungsanbieter.
Spezialisierungsmöglichkeiten sind Computersysteme, Endgeräte, Festnetze, Funknetze und Sicherheitssysteme.